# 133-й истребительный авиационный полк
133-й истребительный авиационный Барановичский Краснознамённый полк (133-й иап) — воинская часть Военно-воздушных сил (ВВС) Вооружённых Сил РККА, принимавшая участие в боевых действиях Великой Отечественной войны.

## Наименования полка
- 133-й истребительный авиационный полк;
- 133-й истребительный авиационный Барановичский полк;
- 133-й истребительный авиационный Барановичский Краснознамённый полк;
- Полевая почта 40590.

## Создание полка
133-й истребительный авиационный полк сформирован в Московском военном округе на аэродроме Дубровицы Подольского района Московской области в период с марта по май 1940 года.

## Расформирование полка
133-й истребительный авиационный Барановичский Краснознамённый полк 31 мая 1961 года был расформирован в составе 229-й иад 26-й ВА Белорусского военного округа на аэродроме Кобрин.

## В действующей армии
В составе действующей армии:
- с 23 ноября 1941 года по 25 июня 1942 года,
- с 17 октября 1942 года по 14 декабря 1942 года,
- с 28 мая 1943 года по 13 августа 1943 года,
- с 1 октября 1943 года по 9 мая 1945 года.

## Командиры полка
| Звание              | Имя                            | Период                  | Примечание |
| ------------------- | ------------------------------ | ----------------------- | ---------- |
| майор               | Анашенко Иван Семёнович        | 03.1940 — 12.1941       |            |
| майор капитан       | Куренной Александр Денисович   | 12.1941 — 05.1942       |            |
| майор               | Амельченко Тимофей Фёдорович   | 05.1942 — 08.1943       |            |
| майор               | Суворин Николай Иванович       | 08.1943 — 17.10.1943    | погиб      |
| майор               | Ткаченко Александр Павлович    | 18.10.1943 — 07.12.1943 | ВрИД       |
| майор               | Курманов Алексей Михайлович    | 07.12.1943 — 27.02.1944 |            |
| майор, подполковник | Товсташий Константин Андреевич | 27.02.1944 — 04.11.1946 |            |

## В составе соединений и объединений
| Период        | Фронт (округ)                        | армия                             | корпус                                | дивизия                                       | примечание                                                      |
| ------------- | ------------------------------------ | --------------------------------- | ------------------------------------- | --------------------------------------------- | --------------------------------------------------------------- |
| 01.05.1940 г. | Московский военный округ             | ВВС Московского военного округа   |                                       |                                               | Дубровицы                                                       |
| 12.05.1940 г. | Закавказский военный округ           | ВВС Закавказского военного округа |                                       |                                               | аэродром Миха-Цхакая                                            |
| 21.05.1940 г. | Закавказский военный округ           | ВВС Закавказского военного округа |                                       | 17-я авиационная бригада                      | аэродром Миха-Цхакая, И-16                                      |
| 01.09.1940 г. | Закавказский военный округ           | ВВС Закавказского военного округа |                                       | 25-я смешанная авиационная дивизия            | И-16                                                            |
| 22.06.1941 г. | Закавказский фронт                   | ВВС Закавказского фронта          |                                       | 25-я смешанная авиационная дивизия            | И-16                                                            |
| 25.07.1941 г. | Закавказский фронт                   | ВВС Закавказского фронта          |                                       | 25-я смешанная авиационная дивизия            | создан 133-й «А» иап на базе полка                              |
| 23.11.1941 г. | Закавказский фронт                   | ВВС Закавказского фронта          |                                       | 25-я истребительная авиационная дивизия       | И-153, начал боевые действия                                    |
| 30.01.1942 г. | Крымский фронт                       | ВВС Крымского фронта              |                                       | 25-я истребительная авиационная дивизия       | И-153                                                           |
| 01.04.1942 г. | Крымский фронт                       | 51-я армия                        | ВВС 51-й армии                        | 25-я истребительная авиационная дивизия       | И-153                                                           |
| 23.04.1942 г. | Крымский фронт                       | ВВС фронта                        | 16-я ударная авиационная группа       | -                                             | И-153                                                           |
| 25.06.1942 г. | Крымский фронт                       | 51-я армия                        | ВВС 51-й армии                        | 25-я истребительная авиационная дивизия       | Убыл на переучивание                                            |
| 28.06.1942 г. | Приволжский военный округ            | ВВС Приволжского военного округа  |                                       | 16-й запасной истребительный авиационный полк | Як-7Б, пос. Баланда Саратовской области                         |
| 17.10.1942 г. | Калининский фронт                    | 3-я воздушная армия               |                                       | 266-я штурмовая авиационная дивизия           | как полк сопровождения штурмовиков                              |
| 14.12.1942 г. | Приволжский военный округ            | ВВС Приволжского военного округа  |                                       | 3-я запасная авиационная бригада              | доукомплектован личным составом и самолётами                    |
| 14.12.1942 г. | Резерв Верховного Главнокомандования | Авиация Резерва ВГК               | 4-й смешанный авиационный корпус      | 234-я истребительная авиационная дивизия      |                                                                 |
| 05.05.1943 г. | Степной военный округ                | 5-я воздушная армия               | 4-й смешанный авиационный корпус      | 234-я истребительная авиационная дивизия      | в резерве 5-й воздушной армии                                   |
| 28.05.1943 г. | Брянский фронт                       | 15-я воздушная армия              | 4-й смешанный авиационный корпус      | 234-я истребительная авиационная дивизия      |                                                                 |
| 06.07.1943 г. | Центральный фронт                    | 16-я воздушная армия              | 4-й смешанный авиационный корпус      | 234-я истребительная авиационная дивизия      | На короткий период интенсивных оборонительных боев              |
| 14.07.1943 г. | Брянский фронт                       | 15-я воздушная армия              | 4-й смешанный авиационный корпус      | 234-я истребительная авиационная дивизия      |                                                                 |
| 14.08.1943 г. | Резерв Верховного Главнокомандования | Авиация Резерва ВГК               |                                       | 234-я истребительная авиационная дивизия      | аэр. Дягилево Рязанской области, Як-9Т                          |
| 01.10.1943 г. | Центральный фронт                    | 16-я воздушная армия              | 6-й истребительный авиационный корпус | 234-я истребительная авиационная дивизия      | Як-9Т                                                           |
| 20.10.1943 г. | Белорусский фронт                    | 16-я воздушная армия              | 6-й истребительный авиационный корпус | 234-я истребительная авиационная дивизия      | Як-9Т                                                           |
| 17.02.1944 г. | 1-й Белорусский фронт                | 16-я воздушная армия              | 6-й истребительный авиационный корпус | 234-я истребительная авиационная дивизия      | Як-9Т                                                           |
| 01.04.1944 г. | 1-й Белорусский фронт                | 16-я воздушная армия              | 6-й истребительный авиационный корпус | 234-я истребительная авиационная дивизия      | в резерве 16-й ВА, принял 20 Як-9 от 157-го иап, пополнен Як-1Б |
| 24.06.1944 г. | 1-й Белорусский фронт                | 16-я воздушная армия              | 6-й истребительный авиационный корпус | 234-я истребительная авиационная дивизия      | Як-1Б, Як-9Т                                                    |
| 17.08.1944 г. | 1-й Белорусский фронт                | 16-я воздушная армия              | 6-й истребительный авиационный корпус | 234-я истребительная авиационная дивизия      | Як-1Б, Як-9Т, получил Як-3                                      |
| 09.05.1945 г. | 1-й Белорусский фронт                | 16-я воздушная армия              | 6-й истребительный авиационный корпус | 234-я истребительная авиационная дивизия      | Як-3                                                            |
| 10.06.1945 г. | Группа Советских войск в Германии    | 16-я воздушная армия              | 6-й истребительный авиационный корпус | 234-я истребительная авиационная дивизия      | Як-3                                                            |
| 27.12.1945 г. | Северная группа войск                | 4-я воздушная армия               |                                       | 323-я истребительная авиационная дивизия      | Як-3                                                            |
| 20.02.1949 г. | Северная группа войск                | 37-я воздушная армия              |                                       | 239-я истребительная авиационная дивизия      | Як-3                                                            |
| 18.02.1952 г. | Белорусский военный округ            | 26-я воздушная армия              |                                       | 229-я истребительная авиационная дивизия      | МиГ-15                                                          |
| 31.05.1961 г. | Белорусский военный округ            | 26-я воздушная армия              |                                       | 229-я истребительная авиационная дивизия      | МиГ-17, расформирован                                           |

## Первая победа полка в воздушном бою
Первая известная воздушная победа полка в Отечественной войне одержана 20 февраля 1942 года: парой И-153 (ведущий — лейтенант Дикий М. П.) в воздушном бою в районе южнее ст. Акмонай сбил бомбардировщик противника Хе-111.

## Участие в операциях и битвах

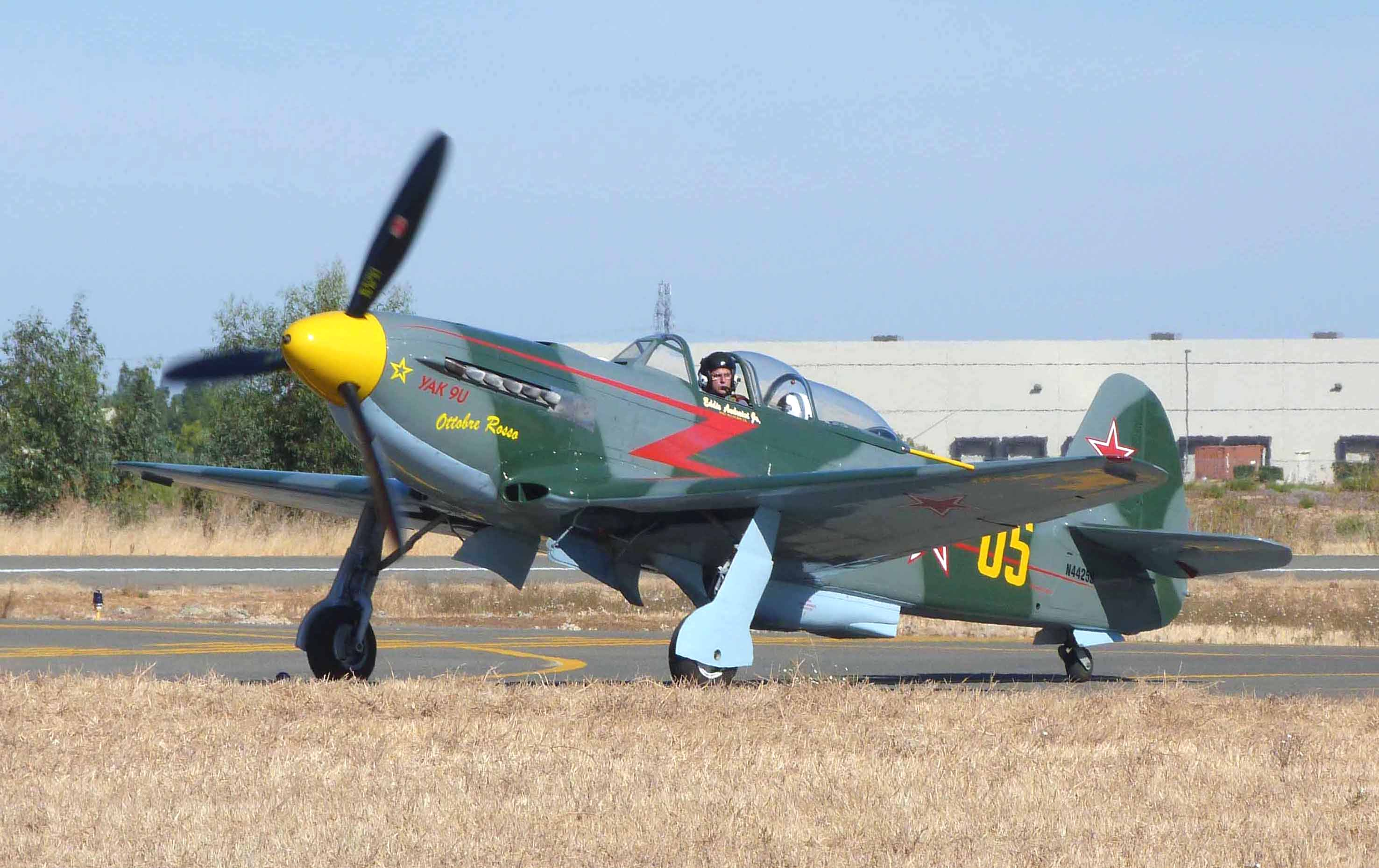
Як-9У

- Керченско-Феодосийская десантная операция — с 25 декабря 1941 года по 2 января 1942 года
- Оборона Севастополя — с 28 января 1942 года по 15 апреля 1942 года.
- Великолукская наступательная операция — с 24 ноября 1942 года по 14 декабря 1942 года.
- Ржевско-Вяземская наступательная операция 1943 года — с 1 марта 1943 года по 30 марта 1943 года
- Курская битва — с 12 июля 1943 года по 18 августа 1943 года
- Черниговско-Припятская операция — с 26 августа 1943 года по 30 сентября 1943 года.
- Белорусская операция «Багратион» — с 23 июня 1944 года по 29 августа 1944 года.
- Бобруйская операция — с 24 июня 1944 года по 29 июня 1944 года.
- Минская операция — с 29 июня 1944 года по 4 июля 1944 года.
- Барановичская операция — с 5 июля 1944 года по 16 июля 1944 года.
- Люблин-Брестская операция — с 18 июля 1944 года по 2 августа 1944 года.
- Висло-Одерская операция — с 12 января 1945 года по 3 февраля 1945 года.
- Варшавско-Познанская операция — с 14 января 1945 года по 3 февраля 1945 года.
- Восточно-Померанская операция — с 10 февраля 1945 года по 20 марта 1945 года.
- Берлинская операция — с 16 апреля 1945 года по 8 мая 1945 года.

## Почётные наименования
133-му истребительному авиационному полку за отличие в боях за овладение городом Барановичи 27 июля 1944 года присвоено почётное наименование «Барановичский»

## Награды
133-й Барановичский истребительный авиационный полк За образцовое выполнение боевых заданий командования в боях с немецкими захватчиками за овладение городом Варшава и проявленные при этом доблесть и мужество Указом Президиума Верховного Совета СССР награждён орденом «Боевого Красного Знамени»

## Благодарности Верховного Главнокомандования
За проявленные образцы мужества и героизма Верховным Главнокомандующим лётчикам полка в составе дивизии объявлены благодарности:
- За овладение городом Брест[5].
- За овладение крепостью Прага[6].
- За овладение городами Сохачев, Скерневице и Лович[7].
- За овладение городами Лодзь, Кутно, Томашув (Томашов), Гостынин и Ленчица[8].
- За овладение городами Бельгард, Трептов, Грайфенберг, Каммин, Гюльцов, Плате[9].
- За овладение городами Голлнов, Штепенитц и Массов[10]
- За овладение городом Альтдамм[11]

За проявленные образцы мужества и героизма Верховным Главнокомандующим лётчикам полка в составе корпуса объявлены благодарности:
- За прорыв сильно укреплённой обороны немцев, прикрывающей Бобруйское направление[12] .
- За овладение городом Барановичи и Барановичским укреплённым районом[13].
- За форсирование реки Шара и за овладение городами Слоним и Лунинец[14].
- За овладение городом Варшава[15].
- За овладение городами Сохачев, Скерневице и Лович[7].
- За овладение городами Лодзь, Кутно, Томашув (Томашов), Гостынин и Ленчица[8].
- За овладение городами Влоцлавек, Бжесць-Куявски и Коло[16].
- За овладение городами Хоэнзальца (Иновроцлав), Александров, Аргенау и Лабишин[17].
- За овладение городами Бервальде, Темпельбург, Фалькенбург, Драмбург, Вангерин, Лабес, Фрайенвальде, Шифелъбайн, Регенвальде и Керлин[18].
- За овладение городами Франкфурт-на-Одере, Вандлитц, Ораниенбург, Биркенвердер, Геннигсдорф, Панков, Фридрихсфелъде, Карлсхорст, Кепеник и вступление в столицу Германии город Берлин[19].
- За овладение городами Ратенов, Шпандау, Потсдам[20].
- За овладение городом Берлин[21].

## Отличившиеся воины дивизии
| Як-7УТ | Як-9УМ | Як-7 |

- Оводов Яков Леонтьевич, майор, помощник командира 133-го истребительного авиационного полка 234-й истребительной авиационной дивизии 6-го истребительного авиационного корпуса 16-й воздушной армии 15 мая 1946 года удостоен звания Герой Советского Союза. Золотая Звезда № 7009
- Яшин Виктор Николаевич, капитан, командир эскадрильи 133-го истребительного авиационного полка 234-й истребительной авиационной дивизии 6-го истребительного авиационного корпуса 16-й воздушной армии 26 октября 1944 года удостоен звания Герой Советского Союза. Золотая Звезда № 3075

## Статистика боевых действий
Всего годы Великой Отечественной войны полком:
| Выполнено боевых вылетов | Сбито самолётов в воздухе | Уничтожено самолётов всего |
| ------------------------ | ------------------------- | -------------------------- |
| 6233                     | 262                       | 267                        |

Свои потери:
| Потеряно самолётов, всего | Погибло лётчиков всего |
| ------------------------- | ---------------------- |
| 113                       | 45                     |

## Самолёты на вооружении
| Период      | Самолёты |
| ----------- | -------- |
| 1940 — 1942 | И-16     |
| 1941 — 1942 | И-153    |
| 1942 — 1943 | Як-7Б    |
| 1943 — 1944 | Як-9Т    |
| 1944 — 1944 | Як-1Б    |
| 1944 — 1950 | Як-3     |
| 1950 — 1954 | МиГ-15   |
| 1954 — 1961 | МиГ-17   |

## Базирование
| Период                  | Аэродромы                 |
| ----------------------- | ------------------------- |
| 01.04.1945 — 28.12.1945 | Пренцлау, Германия        |
| 28.12.1945 — 18.02.1952 | Ключево, Польша           |
| 18.02.1952 — 10.10.1952 | Бжег, Польша              |
| 10.10.1952 — 05.1961    | Кобрин, Брестская область |